# Oltcit
Automobile Craiova (раніше «Oltcit») — румунське підприємство, виробник легкових автомобілів, а також фургонів і автобусів, лідер румунського автопрому.
На заводі існував повний цикл автомобільного виробництва — від штампування металопрокату в пресовому виробництві та автоматизованих і роботизованих ліній зварювання, фарбування і складання до проведення ТО авто, реалізованих в мережі автосалонів.
Завод був заснований в 1976 році як румунсько-французьке спільне підприємство Oltcit (Уряд Румунії 64 % — Citroën 36 %).